# Disco spesso
Il disco spesso è un costituente strutturale di circa 2/3 di tutte le galassie a disco, inclusa la Via Lattea.
È stato inizialmente osservato nelle galassie esterne viste di taglio. Subito dopo fu proposto come struttura galattica peculiare della Via Lattea, distinto dal disco sottile e dall'alone galattico.

## Caratteristiche
Si ritiene che vi si trovi la maggior densità stellare tra 1 e 5 chiloparsec (3,3 e 16,3 kly) al di sopra del piano galattico, e che nella Nube Interstellare Locale sia composto pressoché esclusivamente di stelle vecchie. La composizione chimica e la cinematica stellare permettono di differenziarlo dal disco sottile.
Rispetto al disco sottile, le stelle del disco spesso hanno un livello significativamente più basso di metalli, cioè di elementi più pesanti di idrogeno e elio.
Il disco spesso permette di valutare la cinematica e la composizione iniziale di una galassia; per questo motivo viene considerato una fonte importante di conoscenza per la formazione ed evoluzione galattica.
Con la disponibilità di osservazioni a grande distanza dal Sole, è recentemente divenuto evidente che il disco spesso della Via Lattea non ha la stessa composizione ed età stellare a tutti i raggi galattici. Esso risulta povero di metalli all'interno del raggio solare, mentre diviene più ricco all'esterno. Inoltre recenti osservazioni hanno rivelato che l'età stellare media diminuisce rapidamente nel muoversi dall'interno verso l'esterno del disco.

## Origine
Sono stati proposti diversi scenari per la formazione del disco spesso:
- Conseguenza del riscaldamento del disco sottile[9][10]
- Risultante dalla fusione della Via Lattea con una galassia nana massiccia[3]
- Effetto della migrazione dall'interno della galassia di stelle molto energetiche per formare un disco spesso a raggi maggiori[11][12]
- Il disco spesso si origina ad alti redshift, mentre il disco sottile si forma più tardi[13][14]
- Brillamenti del disco galattico con formazione del disco spesso dall'interno verso l'esterno[15][16]
- Scattering di grumi massicci: le stelle nate in massicci grumi di gas tendono a essere diffuse in un disco spesso e ad arricchirsi di alfa elementi, mentre quelle che si formano al di fuori dei grumi tendono a formare il disco sottile e sono ricche di metalli.[14][17][18]

## Controversie
Anche se la presenza del disco spesso è citata in molti lavori scientifici come componente caratterizzante della struttura galattica, la sua natura è ancora oggetto di controversie.
L'esistenza del disco spesso come componente separato della struttura galattica, è stata messa in questione da una serie di lavori che preferiscono considerare il disco galattico come un continuum di componenti con spessori tra loro differenziati.